# Шарл Арен
Шарл Арен (фр. Sharles Aréne; Тулон, 1818 — Београд око 1890) био је први професор француског језика у Србији. 
Гимназију и студиј филозофије завршио је у Марсељу. Краће време је био професор у Француској, а од 1850. у Београду. Предавао је француски језик у Војној академији, гимназији, на Лицеју и на Великој школи. Преводио је приповетке Ђуре Јакшића на француски, а објавио је и прве уџбенике за учење француског језика у Србији.